# Saskia Webber
Pour les articles homonymes, voir Webber.
 (octobre 2023).
Si vous disposez d'ouvrages ou d'articles de référence ou si vous connaissez des sites web de qualité traitant du thème abordé ici, merci de compléter l'article en donnant les références utiles à sa vérifiabilité et en les liant à la section « Notes et références ».
Saskia Johanna Webber, née le 13 juin 1971 à Princeton (New Jersey), est une joueuse américaine de soccer évoluant au poste de gardien de but.

## Biographie
Elle est internationale américaine à 28 reprises de 1992 à 2000. Elle participe à la Coupe du monde 1995 où elle dispute 1 match ; les États-Unis y finissent troisièmes. Elle est remplaçante aux Jeux olympiques de 1996 se déroulant à domicile et à la Coupe du monde 1999 où les Américaines remportent le titre.